# سینما هجرت (گنبد کاووس)
سینما هجرت یک سینما در شهر گنبد کاووس، ایران است.
این سینما که متعلق به حوزه هنری می‌باشد در سال ۱۳۴۲ با ۱ سالن افتتاح شده‌است.